# Olsze
Olsze – wieś kociewska w Polsce położona w województwie pomorskim, w powiecie tczewskim, w gminie Morzeszczyn.
W latach 1975–1998 miejscowość należała administracyjnie do województwa gdańskiego.